# Selena Gomez House of Blues Tour
Selena Gomez & the Scene House of Blues Tour je prva turneja ameriška pop-rock glasbene skupine Selena Gomez & the Scene. Turneja naj bi hkrati tudi promovirala njihov prvi glasbeni album Kiss & Tell.

## Seznam pesmi na koncertu
1. "Kiss & Tell"
2. "Stop & Erase"
3. "Crush"
4. "Naturally"
5. "I Won't Apologize"
6. "More"
7. "The Way I Loved You"
8. "I Want It That Way" (verzija Backstreet Boys)
9. "I Don't Miss You at All"
10. "Tell Me Something I Don't Know"
11. "Falling Down"
12. "I Promise You"
13. "Magic"

Nastopili bodo z vsemi pesmimi na njihovem albumu z izjemo singlov "As A Blonde" in "I Got U". Glasbena skupina bo na turneji zapela tudi pesmi, kot so "Hot N Cold" od Katy Perry, "I Want It That Way" od Backstreet Boys, in "Bidi Bidi Bom Bom" od Selene Quintalline.

## Datumi
| Severna Amerika   |                        |                         |                               |
| 15. november 2009 | San Diego, Kalifornija | Združene države Amerike | The House of Blues: San Diego |
| 21. november 2009 | Anaheim, Kalifornija   | Združene države Amerike | The House of Blues: Anaheim   |
| 28. november 2009 | Dallas, Teksas         | Združene države Amerike | The House of Blues: Dallas    |

## Zaslužek
| Prizorišče     | Mesto          | Prodanih vstopnic / na voljo | Zaslužek   |
| -------------- | -------------- | ---------------------------- | ---------- |
| House of Blues | Dallas, Teksas | 1.741 /1.741 (100%)          | 40.185 US$ |